# 오묘한 조화
오묘한 조화(Recondita Armonia)는 자코모 푸치니의 작품 토스카(1900)의 첫 번째 로망스이다. 화가 마리오 카바라도시가 토스카에 대한 사랑을 그가 그린 막달라 여자 마리아의 초상에 비유하며 부르는 노래이다.

## 리브레토
Recondita armonia di bellezze diverse!

È bruna Floria, l'ardente amante mia.

E te, beltade ignota, cinta di chiome bionde,

Tu azzurro hai l'occhio,

Tosca ha l'occhio nero!

L'arte nel suo mistero,

le diverse bellezze insiem confonde...

Ma nel ritrar costei,

Il mio solo pensiero,

Ah! Il mio sol pensier sei tu,

Tosca, sei tu!
Concealed harmony of contrasting beauties!

Floria, my ardent lover, is dark haired.

And you, unknown beauty, crowned with blond hair,

You have blue eyes,

Tosca has black eyes!

Art, in its mysterious way,

blends the contrasting beauties together...

But while I'm painting her,

My only thought,

My only thought is of you,

Tosca, it is of you!
 다양한 아름다움의 감추어진 조화여!

나의 열렬한 연인 플로리아는 갈색 머리를 가졌지.

그리고 그대는 금발의 미인이라오.

당신은 파란 눈을 가졌고

토스카는 검은 눈을 가졌지!

예술은 신비한 방법으로

여러 가지 아름다움을 한데 섞는다오.

하지만 내가 그녀를 그릴때는

오직 한가지 생각

당신에 대한 한가지 생각

토스카, 바로 당신이라오!